# Enrico Lo Verso
Pour les articles homonymes, voir Verso.
Enrico Lo Verso est un acteur italien né le 18 janvier 1964 à Palerme.

## Biographie
En 2019, il participe à la 14e saison de Ballando con le stelle.

## Filmographie
- 1989 : Nulla ci può fermare d'Antonello Grimaldi
- 1990 : Aprile de Nanni Moretti
- 1992 : Les Enfants volés (Il ladro di bambini) de Gianni Amelio : Antonio, le carabinier
- 1993 : L'Escorte (La scorta) de Ricky Tognazzi : Andrea Corsale
- 1993 : Mario, Maria et Mario (Mario, Maria e Mario) d'Ettore Scola
- 1994 : Lamerica de Gianni Amelio : Gino
- 1994 : Farinelli de Gérard Corbiau : Riccardo Broschi
- 1997 : Il cielo è sempre più blu d'Antonello Grimaldi
- 1997 : Embrasse-moi Pasqualino ! (Come mi vuoi) de Carmine Amoroso : Domenico / Desideria
- 1998 : Mon frère de Gianni Amelio
- 1999 : Li chiamarono... briganti! (Ils les a appelés... brigands !) de Pasquale Squitieri : Carmine Crocco
- 2000 : Les Misérables (feuilleton télévisé) : Marius
- 2001 : Hannibal de Ridley Scott
- 2004 : Tre giorni d'anarchia de Vito Zagarrio : Giuseppe
- 2005 : Che Guevara
- 2006 : Capitaine Alatriste d'Agustín Díaz Yanes : Gualterio Malatesta, un spadassin italien
- 2006 : La carta esférica d'Imanol Uribe
- 2010 : Habitación en Roma de Julio Medem : Max
- 2012 : 11 settembre 1683 (aussi The Day of the Siege: September Eleven 1683) de Renzo Martinelli : Karà Mustafà
- 2016 : Ustica: The Missing Paper de Renzo Martinelli :
- 2022 : Dante de Pupi Avati : Donato degli Albanzan